# ویلیامسون (حوزه سرشماری)، نیویورک
ویلیامسون (به انگلیسی: Williamson) یک منطقهٔ مسکونی در ایالات متحده آمریکا است که در ایالت نیویورک واقع شده‌است. ویلیامسون ۹٫۸ کیلومتر مربع مساحت و ۲٬۴۹۵ نفر جمعیت دارد و ۱۳۴ متر بالاتر از سطح دریا واقع شده‌است.